# Saint-Martin-de-Bonfossé
Saint-Martin-de-Bonfossé é uma comuna francesa na região administrativa da Normandia, no departamento Mancha. Estende-se por uma área de 12,81 km². Em 2010 a comuna tinha 537 habitantes (densidade: 41,9 hab./km²).